# Hendrik Offerhaus
Hendrik Karel Offerhaus (Venhuizen, 20 maggio 1875 – Wassenaar, 2 settembre 1953) è stato un canottiere olandese.

## Carriera
Offerhaus partecipò ai Giochi olimpici di Parigi 1900 con la squadra Minerva Amsterdam nella gara di otto, in cui conquistò la medaglia di bronzo. Dopo le Olimpiadi, diventò medico e fu segretario generale della Croce rossa olandese.

## Palmarès
| Anno | Manifestazione  | Sede   | Evento | Risultato |
| ---- | --------------- | ------ | ------ | --------- |
| 1900 | Giochi olimpici | Parigi | Otto   | Bronzo    |